# QV41
QV 41 est un des tombeaux situé dans la vallée des Reines, dans la nécropole thébaine, sur la rive ouest du Nil face à Louxor en Égypte.

## Description
QV 41 est une tombe inachevée d'une inconnue, datant de la XXe dynastie.